# Eric Christian Olsen
Eric Christian Olsen, född 31 maj 1977 i Eugene, Oregon, är en amerikansk skådespelare.

## Filmografi (urval)
- 1999 - Cityakuten, avsnitt Responsible Parties - Travis Mitchell (gästroll i TV-serie)
- 2001 - Smallville, avsnitt Hourglass - Harry Bollston som ung (gästroll i TV-serie)
- 2001 – Not Another Teen Movie - Austin
- 2002 – The Hot Chick - Jake
- 2002 - 24, avsnitt Day 2: 2:00 p.m.-3:00 p.m. - John Mason (gästroll i TV-serie)
- 2003 – Dum och ännu dummare: När Harry mötte Lloyd - Lloyd Christmas
- 2005 – Tru Calling (TV-serie) - Jensen Ritchie
- 2006 – The Last Kiss - Kenny
- 2007 – Bröllopsprovet - Carlisle
- 2009 – Fired Up! - Nick
- 2009–2010 – Community (TV-serie)
- 2010 – The Back-up Plan - Clive
- 2010 - idag − NCIS: Los Angeles - Marty Deeks (TV-serie)
- 2011 – The Thing - Adam Finch